# ノコギリソウ
ノコギリソウ（鋸草）は、キク科ノコギリソウ属の1種である。葉形から鋸草、別名ノコギリバナ（鋸花）、羽衣の故事からハゴロモソウ（羽衣草）とも称される。また、ゴコウソウ（蜈蚣草）、ユウエンソウ（蚰蜒草）、漢名でシ（蓍）といい、蓍草とも書く。学名の「ACHILLEA」は、ギリシャ神話のアキレウスに由来する。

## 解説
高さ50-100cmになる多年草、宿根草。
葉は掌状に中-深裂し、裂片には鋭い鋸歯がある。
花期は7-9月。頭花は密な散房花序をつくる。花は5-7個の舌状花で、長さ3.5-4.5mm、先端は三つに浅く分かれる。

## 分布
日本（本州・北海道）、朝鮮半島、中国、ロシア極東の、標高1000メートル以上の高地に分布する。

## 利用
直立するその茎から枝葉を取って乾燥させたものを古くは筮竹として使用したので、筮竹や卜筮（筮竹を使って占うこと）のことを「蓍（めどぎ・めとぎ）」ともいう。

## 主な亜種・変種
- アカバナエゾノコギリソウ Achillea alpina subsp. pulchra
- アソノコギリソウ Achillea alpina subsp. subcartilaginea
- キタノコギリソウ Achillea alpina subsp. japonica
- シュムシュノコギリソウ Achillea alpina subsp. camtschatica
- ヤマノコギリソウ Achillea alpina var. discoidea